# Josepha Weber
Maria Josepha Weber, primo voto Hofer, secondo voto Mayer (ur. 1758 w Zell im Wiesental, zm. 29 grudnia 1819 w Wiedniu) – niemiecka śpiewaczka operowa, sopran.

## Życiorys
Córka śpiewaka Fridolina Webera. Jej siostrą była śpiewaczka Aloysia Weber. Początkowo występowała w prowincjonalnych trupach operowych. W 1788 roku wyjechała do Wiednia, gdzie została uczennicą Vincenzo Righiniego. Zdobyła sobie uznanie Wolfganga Amadeusa Mozarta, który skomponował dla niej arię Schön lacht der holde Frühling (K. 580), a następnie powierzył jej rolę Królowej Nocy w pierwszym przedstawieniu Czarodziejskiego fletu (1791). W 1805 roku wycofała się ze sceny.
Jej pierwszym mężem był jeden z przyjaciół Mozarta, Franz de Paula Hofer (1755–1796). Po jego śmierci wyszła za śpiewaka Sebastiana Mayera (1773–1835), odtwórcę roli Pizarra w 1. i 2. wersji Fidelia Ludwiga van Beethovena.